# Citidina trifosfato

O trifosfato de citidina, abreviado na literatura em inglês como CTP, de cytidine triphosphate, é um trifosfato de nucleosídeo de pirimidina. O CTP, assim como o ATP, consiste em açúcar ribose e três grupos fosfato. A principal diferença entre as duas moléculas é a base usada, que na CTP é a citosina. CTP é um substrato na síntese de RNA.